# Distichophyllum obovatum
Distichophyllum obovatum là một loài Rêu trong họ Hookeriaceae. Loài này được (Griff.) Paris mô tả khoa học đầu tiên năm 1896.